# Vượn cáo cổ khoang đỏ
Vượn cáo cổ khoang đỏ (danh pháp hai phần: Varecia rubra) là một loài động vật có vú trong họ Lemuridae, bộ Linh trưởng. Loài này được É. Geoffroy mô tả năm 1812.
Vượn cáo cổ khoang đỏ là một trong hai loài vượn cáo cổ khoang nguy cấp đặc hữu đảo Madagascar. Loài này chỉ sinh sống ở rừng mưa nhiệt đới ở Masoala, đông bắc đảo. Nó là một trong những loài linh trưởng lớn nhất ở Madagascar với thân dài 53 cm, đuôi dài 60 cm và cân nặng 3,3–3,6 kg. Bộ lông dày và mềm có màu đó và đen.

## Hình ảnh

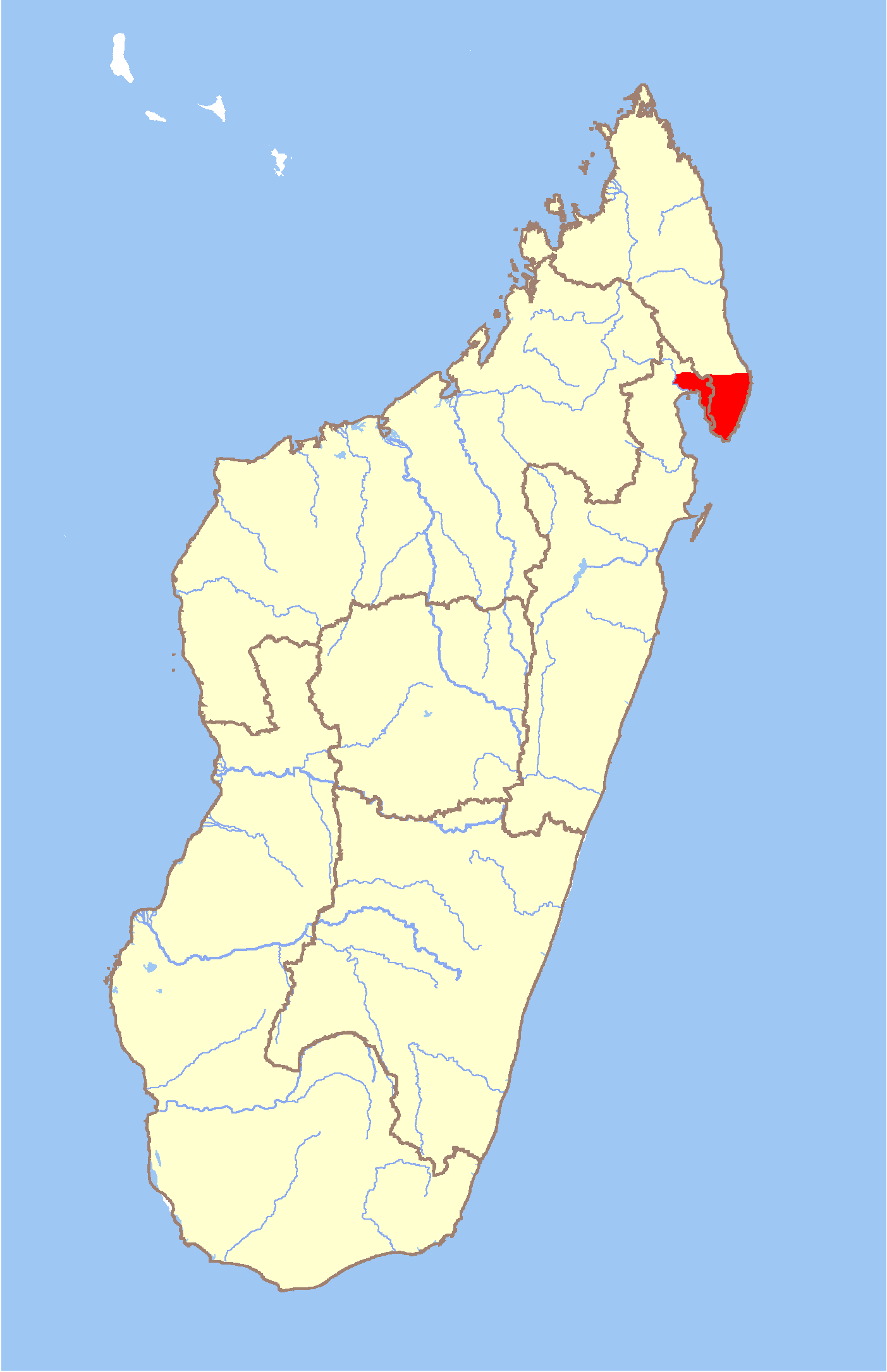
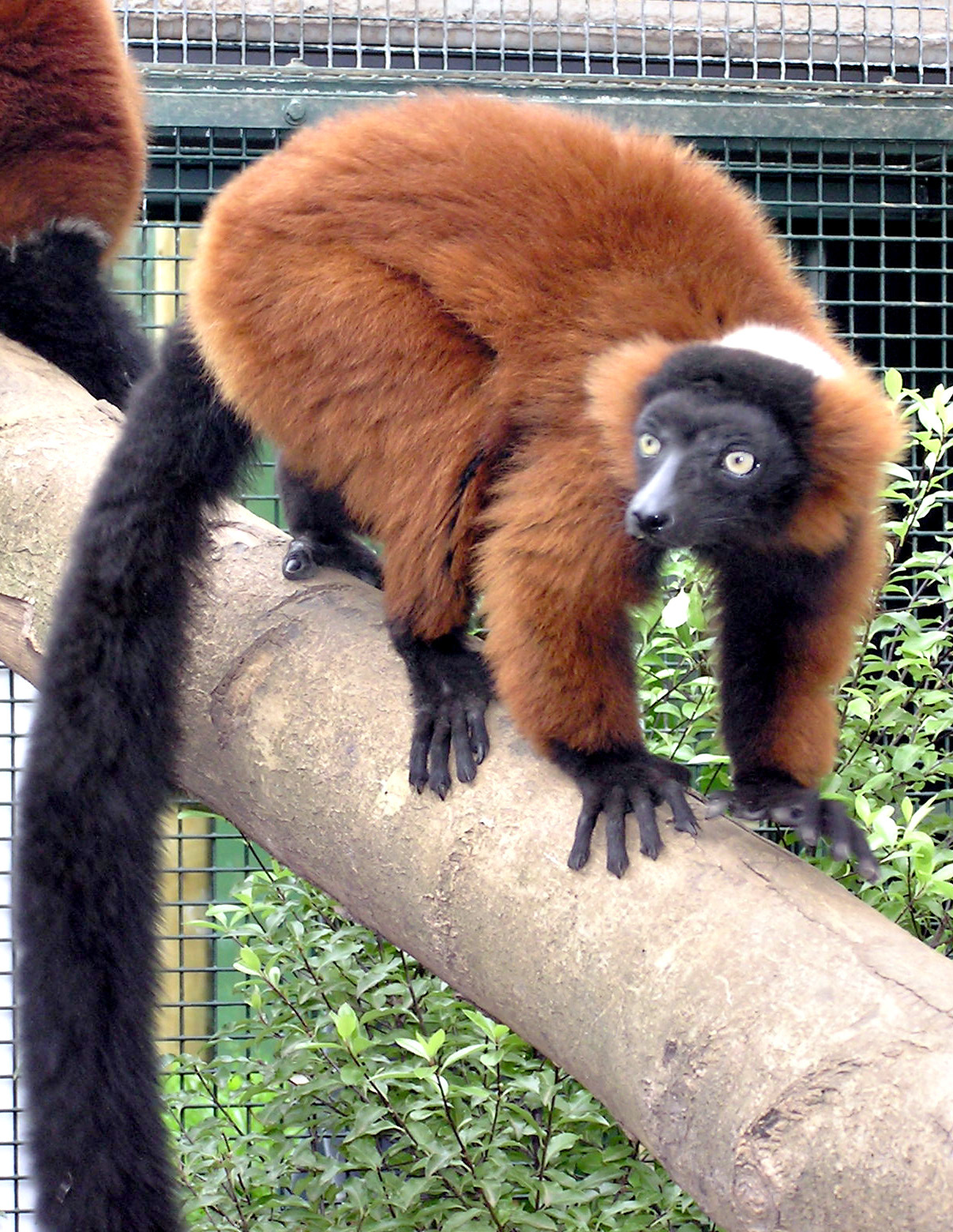